# Тутовицька сільська рада
Туто́вицька сільська́ ра́да — колишній орган місцевого самоврядування в Сарненському районі Рівненської області. Адміністративний центр — село Тутовичі.

## Загальні відомості
- Тутовицька сільська рада утворена в 1939 році.
- Територія ради: 8,655 км²
- Населення ради: 6 030 осіб (станом на 2001 рік)
- Територією ради протікає річка Горинь.

## Населені пункти
Сільській раді підпорядковані населені пункти:
- с. Тутовичі
- с. Висове
- с. Довге
- с. Цепцевичі
- с-ще Чемерне

## Склад ради
Рада складається з 30 депутатів та голови.
- Голова ради: Савчик Галина Володимирівна

### Керівний склад попередніх скликань
| Прізвище, ім'я, по батькові | Основні відомості                                                               | Дата обрання | Дата звільнення |
| --------------------------- | ------------------------------------------------------------------------------- | ------------ | --------------- |
| Савчик Галина Володимирівна | Сільський голова, 1959 року народження, освіта середня спеціальна, позапартійна | 26.03.2006   | 31.10.2010      |
| Савчик Галина Володимирівна | Сільський голова, 1959 року народження, освіта середня спеціальна, позапартійна | 31.10.2010   |                 |

Примітка: таблиця складена за даними сайту Верховної Ради України